# BYD Dolphin
La BYD Dolphin est une citadine électrique produite par le constructeur automobile chinois BYD depuis 2021. Elle fait partie de la gamme électrique « Ocean » de BYD qui doit être commercialisée en Europe, avec la Seagull et la Seal.

## Présentation

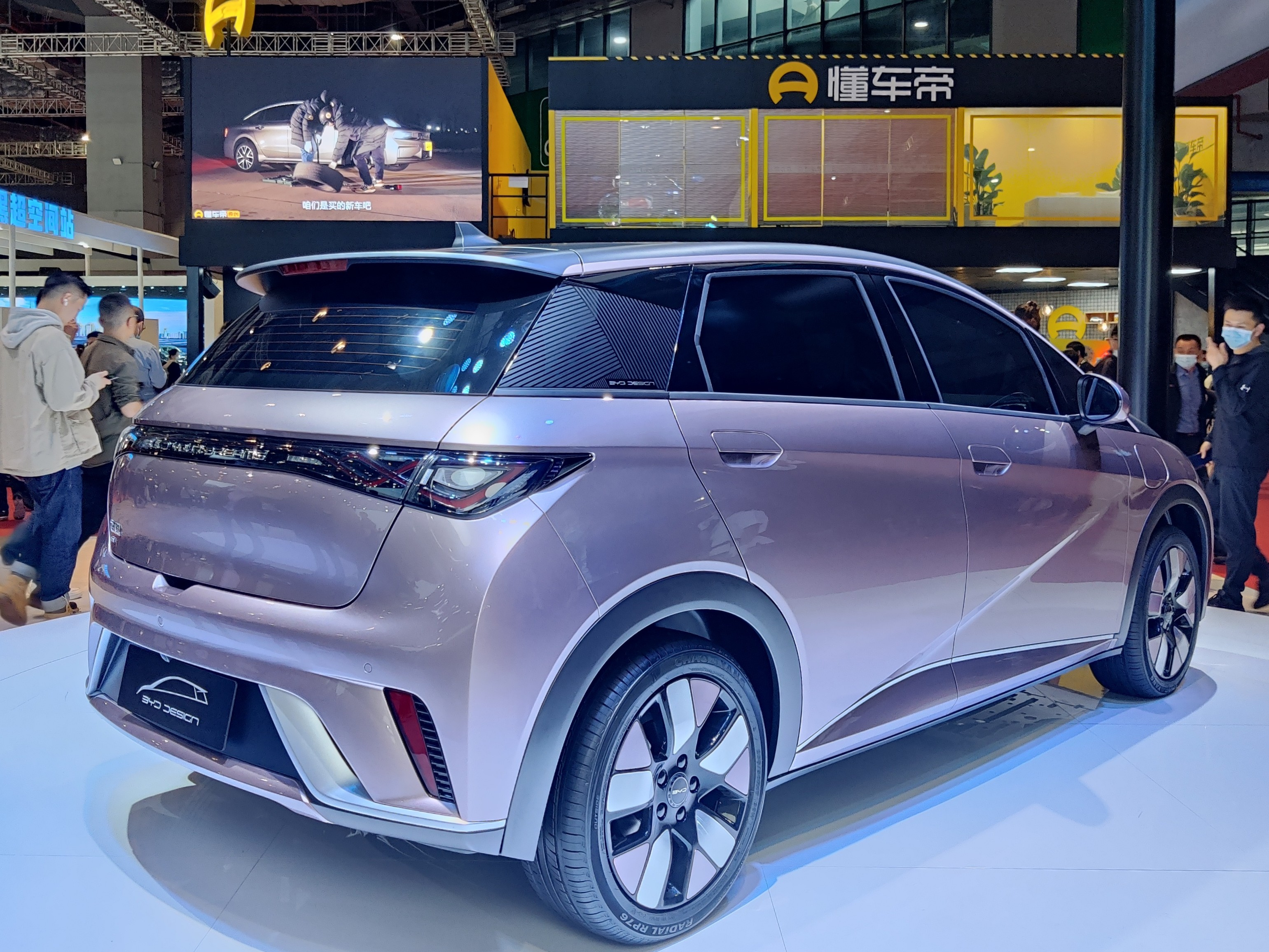
BYD EA1, arrière

En avril 2021, lors du salon de l'automobile de Shanghai, BYD a présenté une nouvelle génération de leur plate-forme dédiée aux voitures électriques sous le nom de e-Platform 3.0, qui, grâce à une meilleure répartition du poids, offre des performances et une autonomie plus efficaces. Dans le même temps, le constructeur chinois a présenté un prototype de pré-production de la nouvelle citadine à hayon. Le modèle de série est présenté trois mois plus tard sous le nom de BYD Dolphin. La voiture a largement recréé le look du prototype, avec une silhouette monobloc et les formes nettes de la nouvelle génération de look des voitures BYD conçu par le chef de l'équipe de conception, Wolfgang Egger. Comme annoncé, la voiture a été le premier modèle de production à porter le nouveau logo de la marque BYD.

## Caractéristiques techniques

### Motorisation
La Dolphin est équipée d'un moteur électrique à aimant permanent installé sur le train avant et proposé en trois puissance : 70 kW (95 ch), 130 kW (176 ch) ou 150 kW (204 ch) pour 290 N m de couple.

### Batterie
Au lancement en Europe, la Dolphin est disponible avec une batterie « Blade » LFP, que l'on retrouve sur la BYD Tang, d'une capacité de 60,4 kWh nette (44,9 kWh utile) pour une autonomie 427 km. Elle peut être rechargée jusqu'à 11 kW en triphasé alternatif et 88 kW en courant continu. Une batterie moins puissance est proposée sur les versions d'entrée de gamme d'une capacité de 44,9 kWh.
La Dophin est dotée d'une pompe à chaleur, de la fonctionnalité de recharge bi-directionnelle V2L (« Vehicle-to-Load ») permettant de brancher des appareils électriques extérieurs en 230 Volts, et embarque un chargeur intégré de 11 kW.

## Finitions
- Active[8]
- Boost
- Comfort
- Design

## Concept car
La BYD Dolphin est préfigurée par le concept car BYD EA1 Concept présenté au salon de l'automobile de Shanghai 2021. L'EA1 Concept présente une nouvelle technologie de batteries appelée « batterie Blade » qui intègre directement les cellules à la structure et permet de stocker plus d'énergie sur la même surface.